# Utop se, nebo plav
Utop se, nebo plav (v originále Le Grand Bain) je francouzské komediální drama z roku 2018, které režíroval Gilles Lellouche. Snímek měl světovou premiéru na filmovém festivalu v Cannes dne 13. května 2018.

## Děj
Sedm mužů různých generací poznamenaných životem (deprese, profesní nebo rodinné selhání atd.) znovu získají chuť do života sestavením vlastního týmu synchronizovaného plavání. V očekávání mistrovství světa pořádaného v Norsku je trénují dvě bývalé šampionky – alkoholička Delphine a paraplegická atletka Amanda.

## Obsazení
| Mathieu Amalric           | Bertrand |
| Guillaume Canet           | Laurent  |
| Benoît Poelvoorde         | Marcus   |
| Jean-Hugues Anglade       | Simon    |
| Philippe Katerine         | Thierry  |
| Félix Moati               | John     |
| Alban Ivanov              | Basile   |
| Balasingham Thamilchelvan | Avanish  |
| Virginie Efira            | Delphine |
| Leïla Bekhti              | Amanda   |

## Ocenění
- César: nejlepší herec ve vedlejší roli (Philippe Katerine); nominace v kategoriích nejlepší film, nejlepší režie (Gilles Lellouche), nejlepší herec ve vedlejší roli (Jean-Hugues Anglade), nejlepší herečka ve vedlejší roli (Leïla Bekhti, Virginie Efira), nejlepší původní scénář (Gilles Lellouche, Ahmed Hamidi a Julien Lambroschini), nejlepší kamera (Laurent Tangy), nejlepší střih (Simon Jacquet), nejlepší zvuk (Cédric Deloche, Gwennolé Le Borgne a Marc Doisne)